# Anu Garg

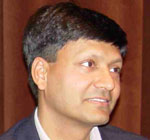
Anu Garg.

Anu Garg, escritor y orador hindú nacido en Meerut en 1967, fundador de Wordsmith.org en 1994, una comunidad de amantes de las palabras que comprende unos 200 países. Vive en Seattle. 
Nacido en la India rural, aprendió inglés para estudiar informática en Estados Unidos. 

## Obra
- A Word A Day: A Romp Through Some of the Most Unusual and Intriguing Words
- Another Word a Day.
- The Dord, the Diglot, and an Avocado or Two: The Hidden Lives and Strange Origins of Common and Not-So-Common Words